# Jezioro lobeliowe

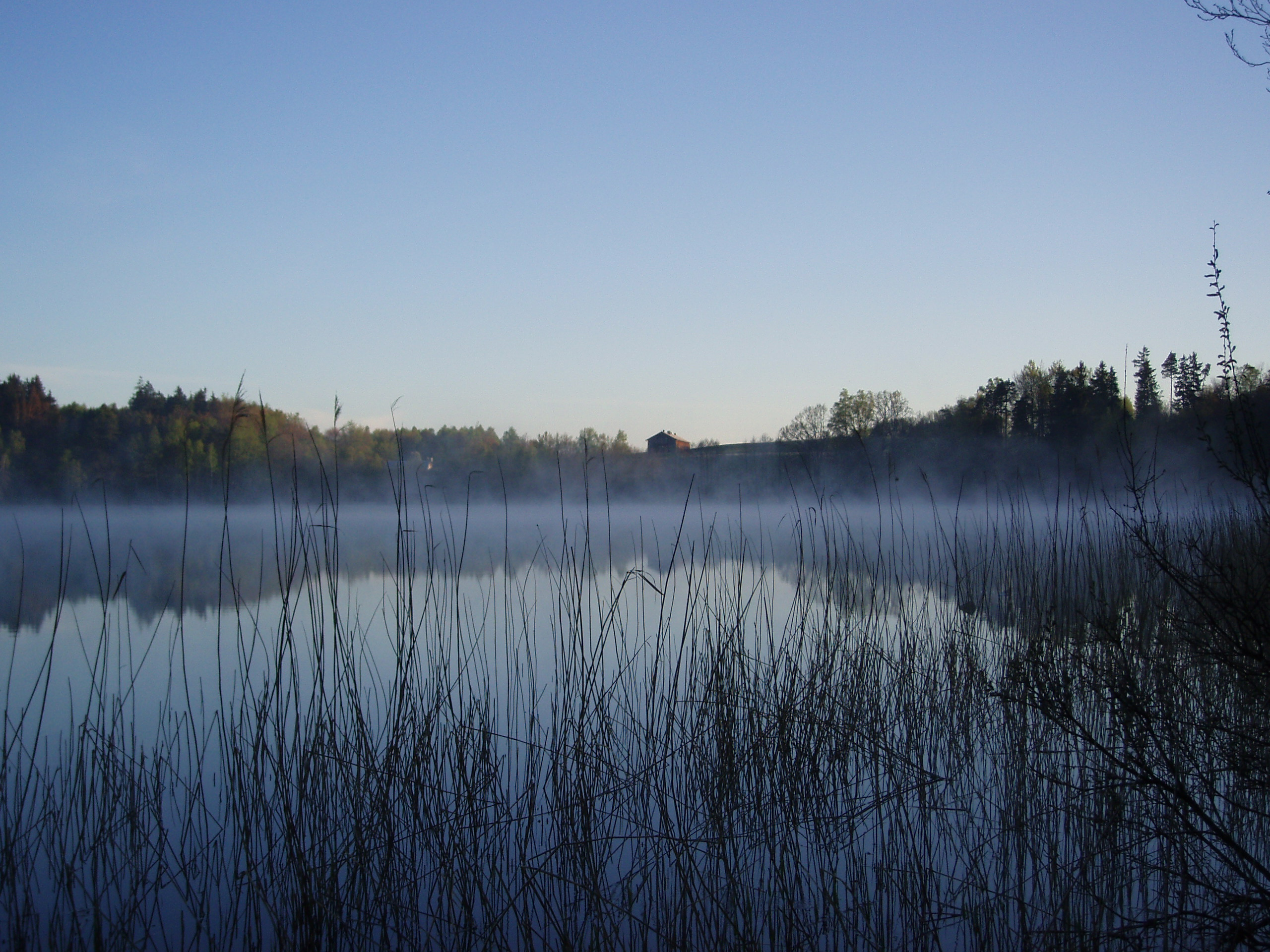
Lobeliowe jezioro Głęboczko na Pomorzu w okolicach Bytowa

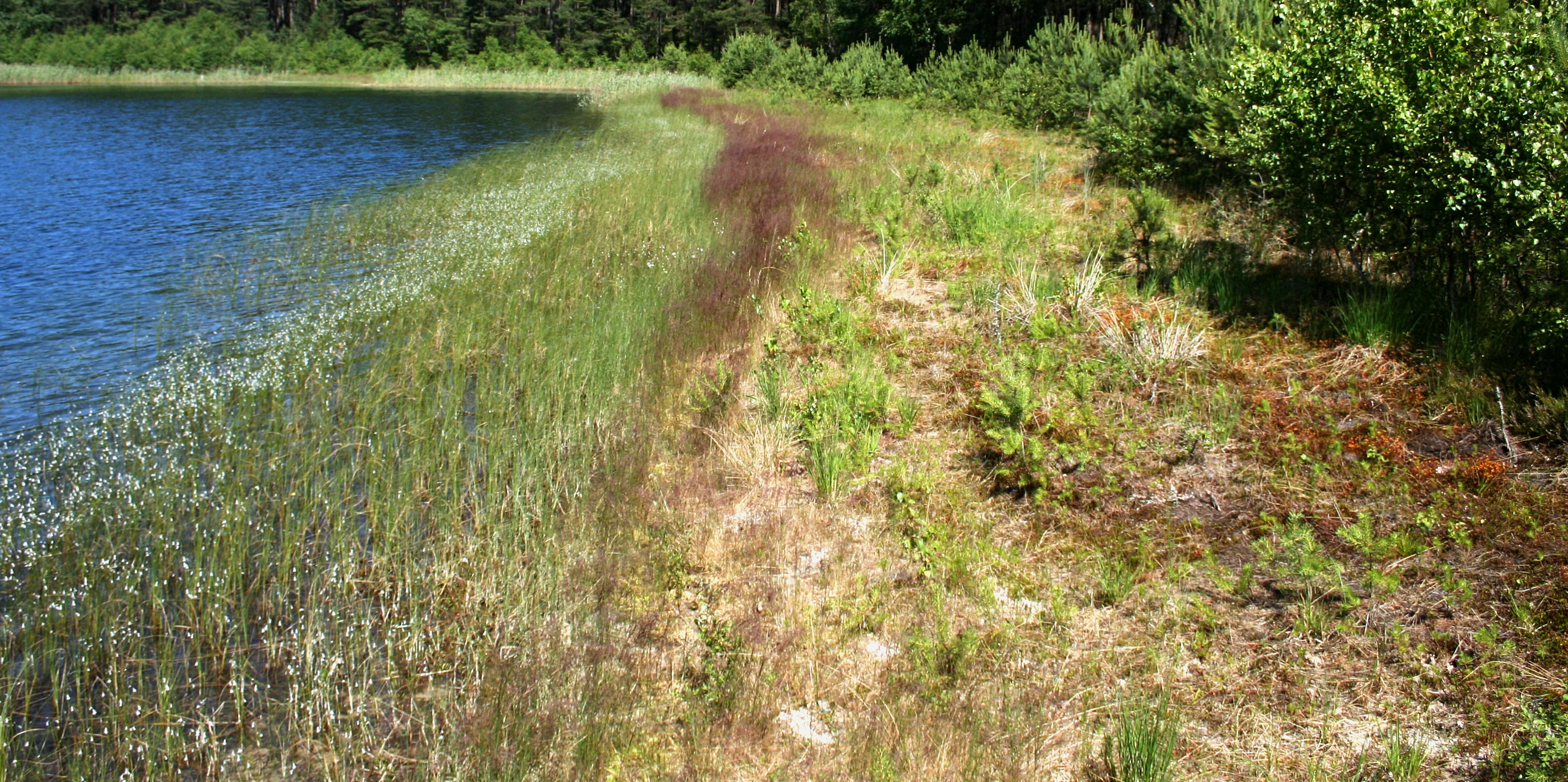
Lobelia jeziorna przy brzegu jeziora Wielkie Gacno

Jezioro lobeliowe – jezioro o małej twardości wody, a często także stosunkowo niskiej trofii, przeważnie o kwaśnym odczynie. Jeziora takie nazwę swą zawdzięczają zimozielonej roślinie wodnej lobelii jeziornej – reliktowi borealno-atlantyckiemu. Niska trofia (zobacz jezioro oligotroficzne) sprawia, że woda ma dużą przezroczystość i piaszczysto-muliste dno. Mogą tu żyć tylko specyficzne rośliny, niewymagające zbyt wielu związków mineralnych, między innymi poryblin jeziorny czy brzeżyca jednokwiatowa. Jeziora te są wyjątkowo wrażliwe na zanieczyszczenia. Jeziora takie można spotkać głównie na Pomorzu, na przykład w Borach Tucholskich.
W jeziorach lobeliowych występuje wiele specyficznych gatunków bezkręgowców, wiele ważek, chrząszczy wodnych, pluskwiaków wodnych. Z chruścików charakterystyczne są m.in.: Phryganeidae, Limnephilus borealis, Limnephilus nigriceps, Holocentropus dubius, Ylodes conspersus.
Jeziora te często wyłamują się z harmonicznego szeregu sukcesyjnego jezior i przekształcają w jeziora humotroficzne, co wiąże się z zarastaniem przez  mszarne pło. Zwykle otoczone są borami, także bagiennymi lub kwaśnymi buczynami.
Jeziora lobeliowe są w systemie Natura 2000 uznane za siedlisko przyrodnicze (nr 3110) wymagające ochrony.

## Syntaksonomia
W jeziorach lobeliowych występują następujące zespoły roślinności:
- Isoëto-Lobelietum dortmannae – zespół poryblinu jeziornego i lobelii jeziornej,
- Isoëtetum echinosporae – zespół poryblinu kolczastego,
- Myriophylletum alterniflori – zespół wywłócznika skrętoległego,
- Luronietum natantis – zespół elismy wodnej,
- Ranunculo-Juncetum bulbosi – zespół jaskra leżącego i situ drobnego,
- niesklasyfikowane zbiorowisko z jeżogłówką pokrewną,
- Sparganietum minimi – zespół jeżogłówki najmniejszej,
- Calletum palustris – zespół czermieni błotnej,
- Caricetum lasiocarpae – zespół turzycy nitkowatej,
- Nitelletum flexilis,
- Nitelletum capillaris,
- niesklasyfikowane zbiorowisko z sierpowcem brudnym,
- Polygonetum natantis – zespół rdestu ziemnowodnego,
- Nupharo-Nymphaeetum albae – zespół grążela żółtego i grzybieni białych,
- Nymphaeetum candidae – zespół grzybieni północnych,
- Nupharetum pumili – zespół grążela drobnego.